# Molson Indy Vancouver 2000
Molson Indy Vancouver 2000 var ett race som den femtonde deltävlingen i CART World Series säsongen 2000. Racet kördes den 3 september på GM Place i Vancouver, Kanada.

## Tävlingen
Paul Tracy fortsatte sin plötsliga formtopp, och blandade sig i den absoluta mästerskapskampen med sin andra seger i rad, och den tredje för säsongen. Precis som hans tidigare segrar i Long Beach och Road America, kom segern på en konventionell racerbana, något som de tidigare åren varit något av hans svaghet. Team KOOL Green tog en överlägsen dubbelseger, då Dario Franchitti kom in på en andra plats. Mästerskapsledaren Michael Andretti fick ett tekniskt problem med bara två varv kvar att köra, vilket ledde till att han slutade tolva, vilket krympte hans ledning till Tracy rejält.

## Slutresultat
| Plats | Förare               | Team                     | Grid | Kvaltid  |
| ----- | -------------------- | ------------------------ | ---- | -------- |
| 1     | Paul Tracy           | Team KOOL Green          | 2    | 1.00,493 |
| 2     | Dario Franchitti     | Team KOOL Green          | 1    | 1.00,405 |
| 3     | Adrián Fernández     | Patrick Racing           | 15   | 1.01,960 |
| 4     | Christian Fittipaldi | Newman/Haas Racing       | 6    | 1.01,399 |
| 5     | Gil de Ferran        | Marlboro Team Penske     | 3    | 1.00,791 |
| 6     | Jimmy Vasser         | Chip Ganassi Racing      | 11   | 1.01,684 |
| 7     | Cristiano da Matta   | PPI Motorsports          | 7    | 1.01,511 |
| 8     | Max Papis            | Team Rahal               | 9    | 1.10,605 |
| 9     | Kenny Bräck          | Team Rahal               | 16   | 1.01,986 |
| 10    | Roberto Moreno       | Patrick Racing           | 10   | 1.01,628 |
| 11    | Oriol Servià         | PPI Motorsports          | 12   | 1.01,769 |
| 12    | Michael Andretti     | Newman/Haas Racing       | 8    | 1.01,520 |
| 13    | Alex Barron          | Dale Coyne Racing        | 24   | 1.03,959 |
| 14    | Tony Kanaan          | Mo Nunn Racing           | 14   | 1.01,938 |
| 15    | Luiz Garcia Jr.      | Arciero Racing           | 25   | 1.04,070 |
| 16    | Memo Gidley          | Della Penna Motorsports  | 21   | 1.03,300 |
| 17    | Juan Pablo Montoya   | Chip Ganassi Racing      | 5    | 1.01,256 |
| 18    | Alex Tagliani        | Forsythe Racing          | 19   | 1.02,730 |
| 19    | Shinji Nakano        | Walker Racing            | 22   | 1.03,578 |
| 20    | Hélio Castroneves    | Marlboro Team Penske     | 4    | 1.01,207 |
| 21    | Maurício Gugelmin    | PacWest Racing           | 13   | 1.01,786 |
| 22    | Tarso Marques        | Dale Coyne Racing        | 23   | 1.03,784 |
| 23    | Michel Jourdain Jr.  | Bettenhausen Motorsports | 17   | 1.02,064 |
| 24    | Patrick Carpentier   | Forsythe Racing          | 18   | 1.02,431 |
| 25    | Mark Blundell        | PacWest Racing           | 20   | 1.02,775 |